# Ivory trees
「Ivory trees」（アイヴォリー・ツリーズ）は、日本のロックバンドLa'cryma Christiの初のシングル。1997年5月8日に発売。

## 概要
オリコンチャートによると、初動で前作初動の約2倍を売り上げた。登場回数は前作より1週少ない。カップリングの「偏西風」は、映像作品『Glass Castle』収録曲のリミックスヴァージョン。PVは改装中の倉庫で撮影された。ジャケットには『最後の晩餐』をモチーフにしたメンバーの集合写真が載っている。なお、メンバーはこれを吉牛だと発言している。TV番組『進め!電波少年』のエンディングテーマ。
レコーディングの際、ヴォーカルの録音の前にTAKAが外に出かけて行ってしまったため、SHUSEが「TAKAー!」と名前を呼びながら探していたところ、同じスタジオにいた（ドラマ「あぶない刑事」のタカ役だった）舘ひろしに、自分が呼ばれたのだと思われ、昼食を食べたまま振り向かれたという。このエピソードはライブのMCでTAKAがネタにして話していた。

## 収録曲
1. Ivory trees
  - 作詞-TAKA　作曲-HIRO
2. 偏西風 (Remix version)
  - 作詞-TAKA　作曲-HIRO

## 収録作品
- Sculpture of Time（#1,2）
- Single Collection（#1,2）
- GREATEST-HITS（#2）
- Sound & Vision THE SINGLES + Selection from Live “DECADE”（#1）
- La'cryma Christi Singles + Clips（#1,2）